# Lotus creticus
Lotus creticus L., 1753 é uma espécie botânico pertencente ao género Lotus da família Fabaceae.